# Thuillier Paris
Thuillier Paris, tidligere kendt som Thuillier Chemisier, er et fransk modehus, der er blevet skabt af skjortefabrikanten Robert Thuillier i 1930. Selskabet er også blevet kaldt for "skjortemager for præsidenter", takket være at de i adskillige år har betjent Élyséepalæet, hvor de har fremstillet skjorter til Valéry Giscard d'Estaing, François Mitterrand og Jacques Chirac.
Modehuset fungerede i to hele generationer, indtil det lukkede midlertidigt i 13 år. I 2011 besluttede arvingene at genlancere modehuset.